# Fähre in den Tod
Fähre in den Tod (på dansk "Dødsfærgen") er en tysk tv-film fra 1996. Filmen tager afsæt i Estoniakatastrofen og beskriver fiktivt meget kort skibsforliset i begyndelsen imens filmens overvejende handling forgår i høringerne der fulgte efter. Til filmen blev nogle af scenerne i starten indspillet i Esbjerg i november 1995 på den gamle Englandsterminal. DFDS-færgen King of Scandinavia fungerede her som stand-in for det fiktive skib Castor. Filmen havde sin premiere på tysk tv i marts 1996 og blev senere udsendt på dvd.